# 난간

실내 계단 난간

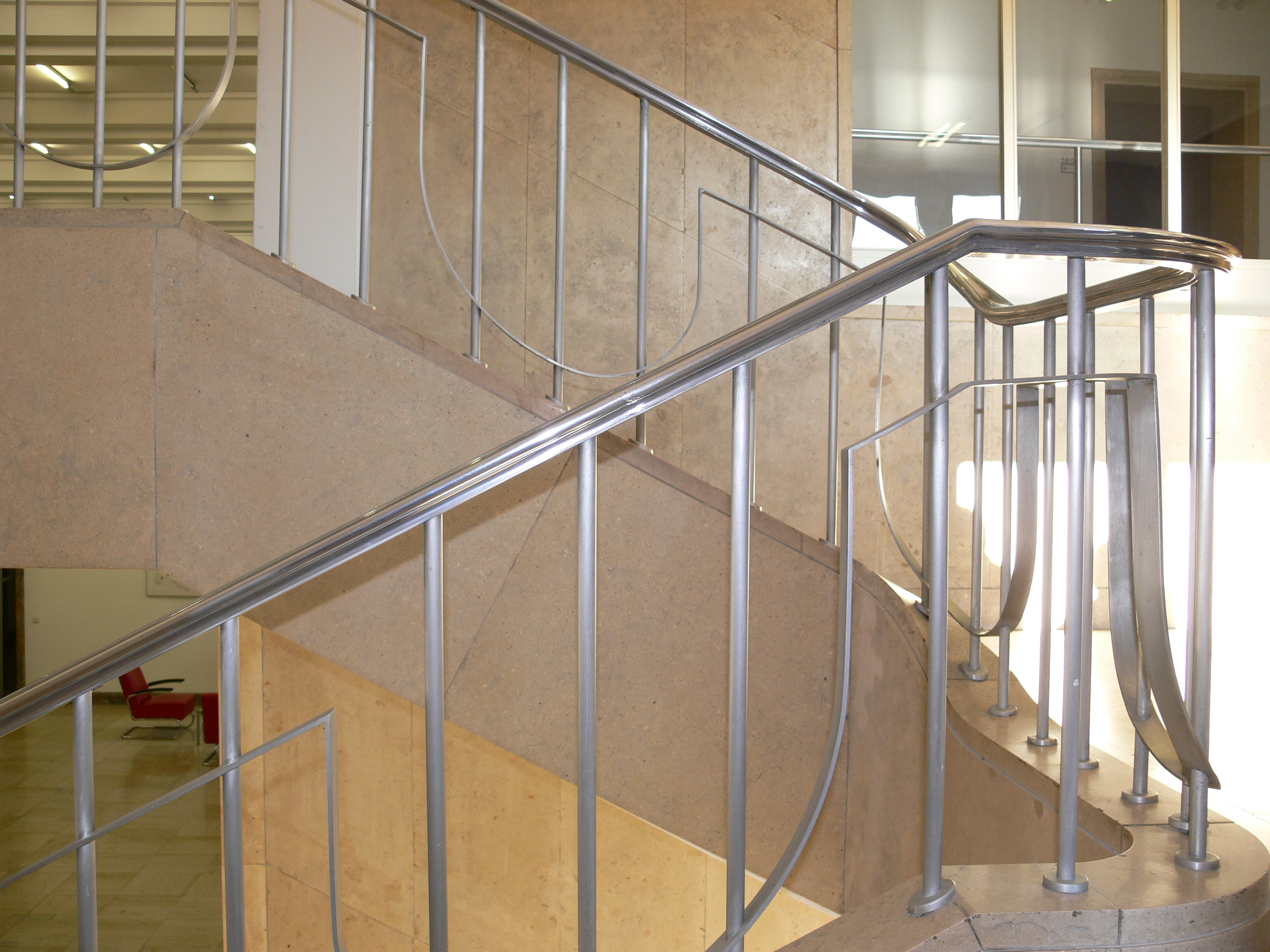
계단의 난간

난간(欄干)은 다리, 계단 등의 외곽 끝에 설치하여 사람이 떨어지는 것을 방지하는 시설물이다.

## 같이 보기
- 발코니
- 베란다
- 테라스